# San Lorenzo Río Tenco
San Lorenzo Río Tenco es uno de los trece pueblos pertenecientes al municipio de Cuautitlán Izcalli, en Estado de México. Se encuentra ubicado al norte de la FES Cuautitlán Campo 4, al noreste del municipio, ubica al sur de Xochitla, y a 5 kilómetros de Tepotzotlán

## Toponimia
El nombre original de San Lorenzo Río Tenco es Atoyatenco, el cual se forma de Atoyatl = rio; Tentli = orilla o labio; Co = en, es decir, Atoya-ten-co: «en la orilla del río».
El nombre San Lorenzo viene del Templo de San Lorenzo Mártir, ubicado en este pueblo.

## Geografía
El pueblo se ubica al noreste de este municipio por lo que colinda al norte con Xochitla del municipio de Tepotzotlán, al sur con San Sebastián Xhala, al este con San Mateo Iztacalco y al oeste con Tepotzotlán